# Theridion thorelli
Theridion thorelli är en spindelart som beskrevs av Ludwig Carl Christian Koch 1865. Theridion thorelli ingår i släktet Theridion och familjen klotspindlar.
Artens utbredningsområde är New South Wales. Inga underarter finns listade i Catalogue of Life.